# Fagerhultasjön, Skåne
Fagerhultasjön är en sjö i Örkelljunga kommun i Skåne och ingår i Lagans huvudavrinningsområde.